# Marc Rastoll
Marc Rastoll est un footballeur né le 1er décembre 1943 à Morlaix (Finistère), et mort le 12 septembre 2010 à Clohars-Fouesnant (Finistère).

## Biographie
Né d’une mère française et d’un père d’origine espagnole, il est l’aîné d’une fratrie de trois enfants. 
Mesurant 1,80 m pour 75 kg (en carrière), il joua au poste de défenseur. Il  évolua entre autres à Sedan et Metz. Il entraîna une équipe morlaisienne durant 5 années.
Il prolongea sa carrière à Metz, comme entraîneur.

## Carrière de joueur
- 1963-1972 : UA Sedan-Torcy puis Racing Paris-Sedan puis Club sportif Sedan Ardennes
- 1972-1977 : FC Metz

## Carrière d'entraîneur
- 1977-1978 : FC Metz (entraîneur des jeunes)
- 1978-1980 : FC Metz
- 1981-1983 : Stade quimpérois
- 1983-1985: Association sportive brestoise (3eme division)
- 1990-1993 : Quimper CFC

## Palmarès
- International junior en 1962
- Finaliste de la Coupe de France 1965 (avec l'UA Sedan-Torcy)
- Vainqueur du Groupe A de Division 2 en 1972 (avec le CS Sedan-Ardennes)